# Sanaa
Sanaa (Arabisch:صنعاء, aş-Şana`ā, ook gespeld als Sana of Sana'a) is de hoofdstad van Jemen. De bevolking bedraagt ruim 2,545 miljoen inwoners (2017).
Sanaa bestaat als stad sinds de derde eeuw, maar vermoedelijk bevonden zich op deze plek oudere nederzettingen. Volgens de legende is de stad door Noachs zoon Sem gesticht.
Het was de hoofdstad van de Himjarieten (sinds 520) en in de 6e eeuw werd om de streek gevochten door zowel Perzië als het Koninkrijk Aksum (Ethiopië). Toen de Axumieten er de macht hadden, werd er, met hulp van keizer Justinianus I, een grote kathedraal gebouwd, de grootste ten zuiden van de Middellandse Zee.
In 628 werd Jemen door het Arabische Rijk van Mohammed veroverd. Mohammed zelf zou de bouw van de eerste moskee in de stad, de Grote moskee van Sanaa, hebben begeleid.
In 1517 werd Sanaa een autonoom sultanaat, van verre gecontroleerd door het Ottomaanse Rijk. Pas aan het eind van de 19e eeuw kwam er direct Ottomaans bestuur dat een moderniseringsprogramma op touw zette. Van 1904 tot 1948 werd het de stad van imam Yahya bin Mohammed, die een zekere mate van autonomie kende. Zijn zoon Ahmed ibn Yahya regeerde van 1948 tot 1962.
Na diens dood scheidde het noorden van Jemen zich af en brak er een burgeroorlog uit, waarbij de stad ook schade opliep.
Van 1962 tot 1990 was Sanaa de hoofdstad van de Jemenitische Arabische Republiek, (JAR).
De binnenstad van Sanaa is door UNESCO in 1986 tot Werelderfgoed verklaard.
- Biblioteca Nacional de España: XX5276634
- Gemeinsame Normdatei: 4051533-3
- Library of Congress Control Number: n80086523
- MusicBrainz: 9d6867ec-7c9b-481a-972a-a017f16d7ea4
- National Archives and Records Administration: 10044910
- Nationale Bibliotheek van Tsjechië: ge625816
- Nationale Bibliotheek van Israël: 987007552496005171
- Système universitaire de documentation: 029383803
- TDVİA: sana
- Virtual International Authority File: 148922407
- WorldCat: E39PBJx8HQY9hXGvh4XMGBQyVC